# Gastrotheca zeugocystis
Gastrotheca zeugocystis är en groddjursart som beskrevs av Duellman, Lehr, Rodríguez och von May 2004. Gastrotheca zeugocystis ingår i släktet Gastrotheca och familjen Hemiphractidae. IUCN kategoriserar arten globalt som akut hotad. Inga underarter finns listade i Catalogue of Life.